# 趙心樹
趙心樹，生於中國大陸，現為澳門大學傳播學講座教授，曾任香港浸會大學傳理學院講座教授。他在1982年復旦大學取得學士學位後，1985年成為美國斯坦福大學碩士，1989年成為威斯康星大學博士。趙心樹曾任賓州州立大學助理教授，1990年改往北卡羅來納大學、1996年在明尼蘇達大學出任客席教授、1998年成為北卡大學新聞與傳播學副教授。他在2001年兼任復旦大學信息與傳播研究中心研究員，著有《選舉的困境》。他其後成為美國北卡羅來納大學終身教授，發表過多篇學術論文。 2007年，他出任香港浸會大學傳理學院院長。2009年，趙心樹被提名為中國「長江學者」，在復旦大學擔任講座教授。他曾於2019-2020年擔任澳門大學傳播系主任，現任澳門大學社會科學學院、協同創新研究院講座教授。

## 曾任
- 上海無線電二十七廠工人
- 《上海科技報》實習記者
- 新華社浙江分社實習記者
- 賓州州立大學助理教授
- 明尼蘇達大學訪問教授
- 夏威夷大學訪問教授